# Olympische Sommerspiele 1972/Teilnehmer (Malaysia)
| Gelbes Symbol für Goldmedaillen mit stilisierten Olympischen Ringen | Graues Symbol für Silbermedaillen mit stilisierten Olympischen Ringen | Braundes Symbol für Bronzemedaillen mit stilisierten Olympischen Ringen |
| ------------------------------------------------------------------- | --------------------------------------------------------------------- | ----------------------------------------------------------------------- |
| —                                                                   | —                                                                     | —                                                                       |

Malaysia nahm an den Olympischen Sommerspielen 1972 in München mit einer Delegation von 45 Athleten (42 Männer und drei Frauen) an 20 Wettkämpfen in sechs Sportarten teil. Es konnte keine Medaille gewonnen werden. Fahnenträger bei der Eröffnungsfeier war der Fußballer Mohamed Bakar.

## Teilnehmer nach Sportarten

### Fußball
- Gruppenphase
  - Tor

1 Kam Fook Wong
13 Fung Lee Lim
  - Abwehr

2 Abdullah Othmann
3 Chin Aun Soh
4 Namat Abdullah
5 Mohamed Chandran
15 Ali Bakar
  - Mittelfeld

6 Huan Khen Khoo
7 Hussein Hamzah
9 Wan Zawawi
10 Vasnan Krishnasami
14 Choon Wah Wong
19 Hiralal Bahwandi
  - Sturm

8 Abdullah Shaharuddin
11 Ibrahim Salleh
12 Harun Jusoh
16 Mohamed Bakar
17 Loon Teik Looi
18 Abdullah Rahim

### Hockey
- 8. Platz
- Singaram Balasingam
- Francis Belavantheran
- Khair-ud-Din bin Zainal
- Franco De Cruz
- Murugesan Mahendran
- Ramalingam Pathmarajah
- Phang Poh Meng
- Omar Mohamed Razali Yeop
- Sulaiman Saibot
- Sayed Samat
- Brian Santa Maria
- Sri Shanmuganathan
- Harnahal Singh Sewa
- Wong Choon Hin
- Yang Siow Ming

### Leichtathletik
| Männer - Zain-ud-Din bin Abdul Wahab - Mohamed Hassan bin Osman - Tambusamy Krishnan - Ishtiaq Mubarak - Baba Singhe Peyadesa - Sinnayah Sabapathy | Frauen - Junaidah Aman - Gladys Chai |

### Radsport
- Saad Fadzil
- Daud Ibrahim
- Abdul Bahar-ud-Din Rahum
- Omar Haji Saad

### Schießen
- Wong Foo Wah

### Schwimmen
| Männer - Chiang Jin Choon | Frauen - Ong Mei Lin |